# Circuito cittadino di Brooklyn
Il circuito di Brooklyn è un circuito cittadino nel quartiere Red Hook della città di New York borgo di Brooklyn, situato di fronte a Lower Manhattan e alla Statua della Libertà.

## Tracciato

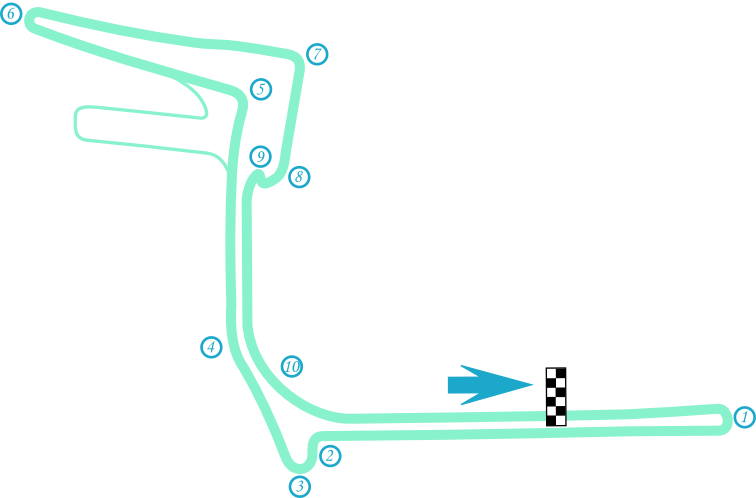
Lo schema del tracciato per l'E-Prix di New York 2017

Il tracciato è lungo 1,21 miglia (1,95 km), con 13 curve di vario tipo, e passa vicino al Brooklyn Cruise Terminal. Nel 2018 per la seconda edizione il tracciato è stato allungato di 500 metri, con l'aggiunta di quattro curve

## Uso
È utilizzato per l'E-Prix di New York dalle monoposto elettriche del campionato di Formula E. La prima edizione, con una gara doppia, si è tenuta il 15-16 luglio 2017.